# Čoha
Čoha (regionalizam čoja), vrsta mekanog debelog sukna od valjane vune. Uporablja se za izradu kaputa, haljina, hlača i druge odjeće, kao pokrov biljarskih stolova i za druge namjene. Izrađuje se najčešće tvornički, odnosno industrijski, a rjeđe obrtnički ili u domaćoj radinosti, jer postupak izrade ima svoje tehnološke zahtjeve, to jest odgovarajuću strojnu opremu, znanje i vještinu.

## Odlike
Čoha je sukno čija su obilježja da je čvrsto, glatko, nepromočivo i da dobro štiti od hladnoće. Ovisno o namjeni, izrađuje se kao jednobojna, uglavnom u crvenoj, zelenoj (biljarski stol), modroj, plavoj, smeđoj, crnoj ili bijeloj boji.
Od čohe se izrađuju pojedini odjevni predmeti za sinjske alkare, a komad te tkanine, duge 311 centimetara i u crvenoj boji, daje se kao nagrada pobjedniku završne probe koja se održava jedan dan prije tradicionalnog središnjeg natjecanja alkarskih konjanika-kopljanika u svečanoj odori početkom kolovoza svake godine u gradu Sinju. 
U vrijeme Hrvatskog narodnog preporoda, odnosno Ilirskog pokreta u 19. stoljeću, muška je surka od modre čohe, oplemenjena gajtanskim ukrasima i metalnim aplikacijama, bila dio nošnje Iliraca. 
U Turopolju je čoha naziv za vrstu duge kabanice s rukavima, kakvu su nekad često nosile i žene i muškarci, a nešto slično se nosilo i u Hrvatskom zagorju.
Čohi vrlo slično sukno je darovac ili loden, gusto, jako valjano sukno koje se izrađuje od grebenane vunene pređe, i to najčešće u kepernom vezu.

## Galerija
| Tamnosivi kaput od čohe | Zelena čoha na biljarskom stolu | Muškarac u odjeći od bijele čohe | Sinjski alkari imaju dolamu (vrstu kaputa ili kabanice) i gaće (hlače) od tamnomodre čohe |

## Vanjske poveznice
- Nazivi za čohu su još darovac, skrlet, riza, pano, svita
- Muška surka od modre čohe bila je dio nošnje pripadnika Ilirskog pokreta u 19. stoljeću
- Sinjski alkari odjeveni su u „gaće“ i dolamu od modre čoje
- Barjak od 311 centimetara crvene čoje, sinonim pobjede na Čoji, nosi sinjski alkar na svom koplju
- Loden ili darovac - čohi slično sukno